# Lophornis
Lophornis – rodzaj ptaków z podrodziny paziaków (Lesbiinae) w rodzinie kolibrowatych (Trochilidae).

## Zasięg występowania
Rodzaj obejmuje gatunki występujące w Ameryce Środkowej i Południowej. Według Freymanna i Schuchmanna (2004) przed nastaniem lat 60. XX w. pozyskiwano więcej okazów przedstawicieli Lophornis niż obecnie. Nie jest pewne, czy ma to związek ze spadkiem liczebności tych kolibrów, czy ze zmianą technik odławiania – stosowaniem sieci ornitologicznych (mist-netting) zamiast odstrzału ptaków.

## Morfologia
Długość ciała 6,4–9,7 cm; masa ciała 2,3–3 g.

## Systematyka

### Etymologia
- Lophornis: gr. λοφος lophos „czub, grzebień”; ορνις ornis, ορνιθος ornithos „ptak”[12].
- Bellatrix: łac. bellatrix, bellatricis „wojowniczka”, od bellator, bellatoris „wojownik”, od bellare „prowadzić wojnę”, od bellum, belli „wojna”[13]. Gatunek typowy: Trochilus ornatus Boddaert, 1783.
- Polemistria: gr. πολεμιστρια polemistria „wojowniczka, Amazonka”, od πολεμιστης polemistēs „wojownik”, od πολεμος polemos „wojna”[14]. Trochilus chalybeus Temminck, 1821.
- Lophomyia: gr. λοφος lophos „czub”; μυια muia, μυιας muias „mucha” (tj. bardzo mały ptak)[15]. Gatunek typowy: Trochilus magnificus Vieillot, 1817.
- Paphosia: w mitologii greckiej Pafos (gc. Παφος Paphos, łac. Paphos), syn Pigmaliona i posągu, który bogini Afrodyta zamieniła w kobietę, założyciel miasta na Cyprze, którego mieszkańców uważano za zniewieściałych i lubieżnych[16]. Gatunek typowy: Ornismya helenae DeLattre, 1843.
- Telamon: w mitologii greckiej Telamon (gr. Τελαμων Telamōn, łac. Telamon) był Argonautą, królem Salaminy i ojcem Ajasa[17]. Gatunek typowy: Ornismya (Lophorinus) delattrei Lesson, 1839.
- Dialia: łac. dialis „eteryczny, zwiewny”, od Dialis kapłan Jowisza[18]. Gatunek typowy: Lophornis adorabilis Salvin, 1870.
- Aurinia: Aurinia, prorokini lub druidka czczona przez plemiona germańskie[19]. Gatunek typowy: Lophornis verreauxii Bourcier, 1853.
- Idas: w mitologii greckiej Idas (gr. Ίδας Idas, łac. Idas), syn Afareusa i Arene, był Argonautą słynnym ze swojego męstwa i chwały na placu boju oraz mężem Fojbe, córki Leukipposa. Została porwana przez Kastora, zabita za jego cierpienia przez Idasa, który z kolei został zabity przez Polluksa[20]. Gatunek typowy: Trochilus magnificus Vieillot, 1817.
- Cosmorhipis: gr. κοσμος kosmos „ornament”; ῥιπις rhipis, ῥιπιδος rhipidos „wachlarz”, od ῥιψ rhips, ῥιπος rhipos „plecionka”[21]. Gatunek typowy: Lophornis pavoninus Salvin & Godman, 1882.

### Podział systematyczny
Do rodzaju należą następujące gatunki:
- Lophornis ornatus (Boddaert, 1783) – sylfik strojny
- Lophornis gouldii (Lesson, 1832) – sylfik plamkouchy
- Lophornis magnificus (Vieillot, 1817) – sylfik wspaniały
- Lophornis brachylophus R.T. Moore, 1949 – sylfik krótkoczuby
- Lophornis delattrei (Lesson, 1839) – sylfik rdzawoczuby
- Lophornis stictolophus Salvin & Elliot, 1873 – sylfik lśniący
- Lophornis verreauxii Bourcier, 1853 – sylfik zielonoczelny
- Lophornis chalybeus (Temminck, 1821) – sylfik zielonokryzy
- Lophornis pavoninus Salvin & Godman, 1882 – sylfik pawi
- Lophornis helenae (De Lattre, 1843) – sylfik czarnoczuby
- Lophornis adorabilis Salvin, 1870 – sylfik białoczuby